# Wild Turkey

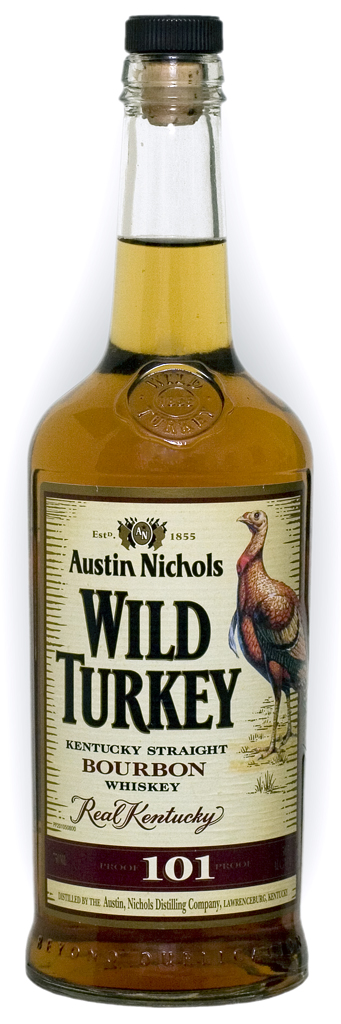
Wild Turkey

Wild Turkey – whiskey typu bourbon destylowana w stanie Kentucky, koło Lawrenceburga i produkowana przez koncern Campari Group. To whiskey klasy premium i zatykana jest korkiem, a nie plastikową zakrętką. Produkowana jest od 1940 roku.
Miłośnicy tej marki nazywają ją “The Kickin’ Chicken” (ang. dosł. Dający kopa kurczak), ponieważ najpopularniejsza odmiana trunku ma nieco ponad 50% alkoholu (w przeciwieństwie do standardowych 40%).